# Alabes
Alabes – rodzaj ryb z rodziny grotnikowatych (Gobiesocidae).

## Klasyfikacja
Gatunki zaliczane do tego rodzaju:
- Alabes bathys
- Alabes brevis
- Alabes dorsalis
- Alabes elongata
- Alabes gibbosa
- Alabes hoesei
- Alabes obtusirostris
- Alabes occidentalis
- Alabes parvula
- Alabes scotti
- Alabes springeri